# Damrongia
Damrongia là danh pháp của một chi thực vật có hoa trong họ Gesneriaceae. Nó được Kerr thiết lập nhưng do Craib công bố năm 1918 để chỉ chứa duy nhất 1 loài là Damrongia purpureolineata. Năm 1972, David Wood chuyển loài này vào chi Chirita nhưng không đưa ra lý do cho việc hạ cấp này. Năm 2011, Weber et al. phục hồi lại chi này để chuyển một số loài từ chi Chirita sang.
Tên khoa học của chi này là để vinh danh Damrong Rajanubhab (1862-1943), người sáng lập ra hệ thống giáo dục hiện đại của Thái Lan.

## Các loài
Danh sách 6 loài đã biết tới năm 2016 bao gồm:
- Damrongia cyanea (Ridl.) D.J.Middleton & A.Weber (đồng nghĩa: Chirita cyanea, Didymocarpus cyaneus). Phân bố: Miền nam Thái Lan (Surat Thani).
- Damrongia fulva (Barnett) D.J.Middleton & A.Weber (đồng nghĩa: Chirita fulva). Phân bố: Miền nam Thái Lan (Nakhon Si Thammarat, Surat Thani).
- Damrongia integra (Barnett) D.J.Middleton & A.Weber (đồng nghĩa: Chirita integra). Phân bố: Miền nam Thái Lan (Krabi).
- Damrongia lacunosa (Hook.f.) D.J.Middleton & A.Weber  (đồng nghĩa: Chirita lacunosa, Didymocarpus lacunosus). Phân bố: Malaysia bán đảo (Pahang, Perak), miền nam Thái Lan (Krabi, Satun).
- Damrongia purpureolineata Kerr ex Craib (đồng nghĩa: Chirita purpureolineata). Phân bố: Miền bắc Thái Lan (Lamphun). Loài điển hình của chi.
- Damrongia trisepala (Barnett) D.J.Middleton & A.Weber (đồng nghĩa: Chirita trisepala, Damrongia cyanantha). Phân bố: Miền trung Thái Lan (Chanthaburi, Nakhon Nayok).

Năm 2016, Puglisi et al. chuyển Boea clarkeana và 3 loài từ chi Streptocarpus vào chi này, với danh pháp tương ứng là:
- Damrongia clarkeana (Hemsl.) C.Puglisi, 2016 (đồng nghĩa: Boea clarkeana, Dorcoceras clarkeanum, Streptocarpus clarkeanus, Boea mairei, Boea densihispidula). Phân bố: Hồ Bắc, Vân Nam, An Huy (Trung Quốc).
- Damrongia burmanica (Craib) C.Puglisi, 2016 (đồng nghĩa: Streptocarpus burmanicus). Phân bố: Thượng Myanmar (huyện Meiktila, khu bảo tồn Taunggyigon).
- Damrongia orientalis (Craib) C.Puglisi, 2016 (đồng nghĩa: Streptocarpus orientalis). Phân bố: Chiengmai (Thái Lan).
- Damrongia sumatrana (B.L.Burtt) C.Puglisi, 2016 (đồng nghĩa: Streptocarpus sumatranus). Phân bố: Sumatra (Indonesia).

Như vậy, hiện tại chi này chứa 10 loài đã biết.